# Civry
Civry és un municipi francès, situat al departament de l'Eure i Loir i a la regió de Centre – Vall del Loira. L'any 2007 tenia 343 habitants.

## Demografia

### Població
El 2007 la població de fet de Civry era de 343 persones. Hi havia 140 famílies, de les quals 43 eren unipersonals (13 homes vivint sols i 30 dones vivint soles), 46 parelles sense fills i 51 parelles amb fills.
La població ha evolucionat segons el següent gràfic:
Habitants censats

### Habitatges
El 2007 hi havia 183 habitatges, 142 eren l'habitatge principal de la família, 28 eren segones residències i 12 estaven desocupats. 181 eren cases i 2 eren apartaments. Dels 142 habitatges principals, 133 estaven ocupats pels seus propietaris i 9 estaven llogats i ocupats pels llogaters; 6 tenien dues cambres, 17 en tenien tres, 34 en tenien quatre i 85 en tenien cinc o més. 115 habitatges disposaven pel capbaix d'una plaça de pàrquing. A 64 habitatges hi havia un automòbil i a 60 n'hi havia dos o més.

### Piràmide de població
La piràmide de població per edats i sexe el 2009 era:
| Homes | Edats   | Dones |
| ----- | ------- | ----- |
| 0     | 95 o +  | 0     |
| 0     | 90 a 94 | 0     |
| 0     | 85 a 89 | 0     |
| 4     | 80 a 84 | 12    |
| 4     | 75 a 79 | 4     |
| 12    | 70 a 74 | 12    |
| 12    | 65 a 69 | 16    |
| 8     | 60 a 64 | 8     |
| 8     | 55 a 59 | 12    |
| 0     | 50 a 54 | 8     |
| 8     | 45 a 49 | 0     |
| 8     | 40 a 44 | 12    |
| 16    | 35 a 39 | 0     |
| 20    | 30 a 34 | 28    |
| 4     | 25 a 29 | 4     |
| 12    | 20 a 24 | 4     |
| 0     | 15 a 19 | 4     |
| 0     | 10 a 14 | 12    |
| 12    | 5 a 9   | 24    |
| 12    | 0 a 4   | 12    |

## Economia
El 2007 la població en edat de treballar era de 193 persones, 147 eren actives i 46 eren inactives. De les 147 persones actives 139 estaven ocupades (75 homes i 64 dones) i 7 estaven aturades (2 homes i 5 dones). De les 46 persones inactives 17 estaven jubilades, 16 estaven estudiant i 13 estaven classificades com a «altres inactius».

### Ingressos
El 2009 a Civry hi havia 145 unitats fiscals que integraven 371,5 persones, la mediana anual d'ingressos fiscals per persona era de 17.699 €.

### Activitats econòmiques
Dels 9 establiments que hi havia el 2007, 1 era d'una empresa de construcció, 3 d'empreses de comerç i reparació d'automòbils, 1 d'una empresa de transport, 1 d'una empresa financera, 1 d'una empresa de serveis i 2 d'entitats de l'administració pública.
L'any 2000 a Civry hi havia 18 explotacions agrícoles que ocupaven un total de 1.610 hectàrees.

## Equipaments sanitaris i escolars
El 2009 hi havia una escola elemental integrada dins d'un grup escolar amb les comunes properes formant una escola dispersa.

## Poblacions més properes
El següent diagrama mostra les poblacions més properes.